# Kamila Szczawińska
Kamila Szczawińska (ur. 20 września 1984 w Poznaniu) – polska modelka.

## Życiorys

### Wczesne lata
Jest córką Jolanty (terapeutki uzależnień i pracownika Monaru) i Piotra Szczawińskich. Część swojego życia spędziła w Rożnowicach oraz Jaraczu. Ukończyła Szkołę Podstawową w Parkowie, Liceum Ogólnokształcące im. Stanisława Wyspiańskiego w Obornikach i studia z psychologii klinicznej i psychodietetyki na Uniwersytecie SWPS w Warszawie.

### Kariera
Pracę w modelingu zaczęła w 2001 dla jednej z poznańskich agencji modelek. Początkowo pojawiała się na pokazach mody w poznańskim Okrąglaku i Poznańskich Targach Mody. Podczas jednego z pokazów w Poznaniu, Kamilę zauważyła agentka jednej z mediolańskich agencji i namówiła ją na wyjazd. Tam szybko zaangażowano ją do pokazów znanych kreatorów, takich jak: Valentino, Giorgio Armani czy Gucci. Później podpisała kolejny kontrakt w Paryżu, gdzie pracowała dla światowych marek: Chanel, Yves Saint Laurent, Christian Dior oraz Gucci. Następnie znalazła się w Nowym Jorku, gdzie promowała domy mody: Emanuel Ungaro, Marc Jacobs, Ralph Lauren, Sonia Rykiel, Rocco Barocco, Viktor & Rolf, Christian Lacroix, Elie Saab, John Galliano i Kenzo. Była muzą Roberto Cavallego. W 2007 po raz ostatni pojawiła się na światowym wybiegu w pokazie Stelli McCartney.
W latach 2007–2013 zawiesiła międzynarodową karierę na rzecz życia rodzinnego. W tym czasie sporadycznie brała udział w pokazach polskich projektantów mody, takich jak: Dawid Woliński i Małgorzata Baczyńska Od 2014 zaczęła znów pojawiać się na europejskich wybiegach, podpisała ponowny kontrakt z agencją w Mediolanie i była modelką na pokazach mody marek: Deni Cler, Klif i La Mania.
Uczestniczyła w trzeciej edycji programu rozrywkowego Polsatu Dancing with the Stars. Taniec z gwiazdami (2015) i pierwszej edycji reality show TVN Agent – Gwiazdy (2016). W 2015 roku została bohaterką kampanii Happy Evolution, która promowała umiar w modzie i zakupach. 23 listopada 2016 wydała książkę kucharską pt. Kuchnia dla całej rodziny.

### Życie prywatne
13 czerwca 2009 wzięła ślub z Piotrem. Ma syna Juliana oraz dwie córki: Kalinę i Zoyę.